# Caleb Tompkins

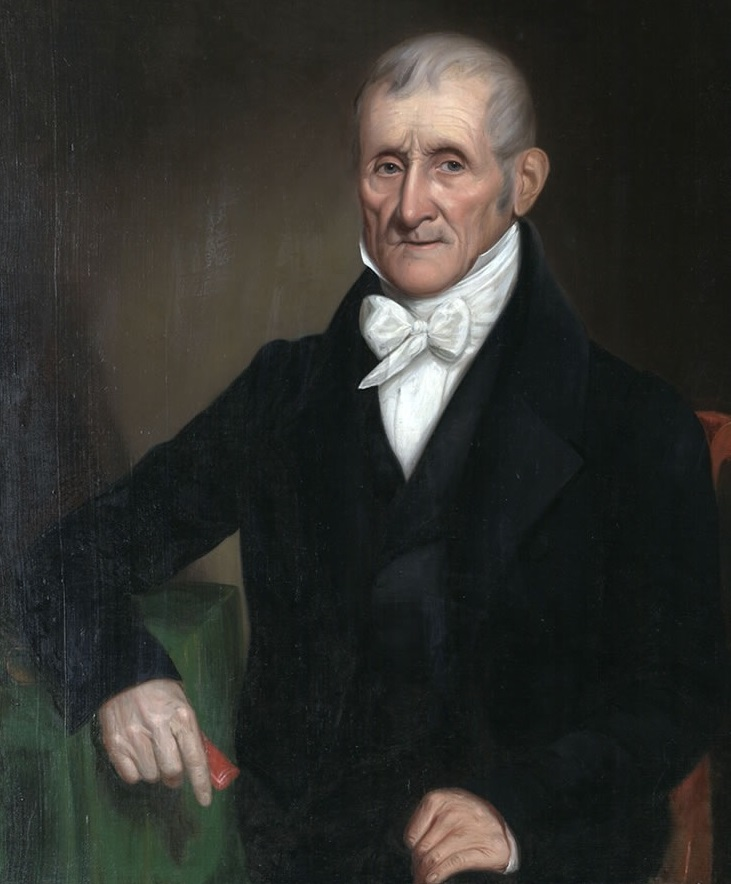
Caleb Tompkins

Caleb Tompkins (* 22. Dezember 1759 bei Scarsdale, Provinz New York; † 1. Januar 1846 in Scarsdale, New York) war ein US-amerikanischer Jurist und Politiker. Zwischen 1817 und 1819 vertrat er den Bundesstaat New York im US-Repräsentantenhaus.

## Werdegang
Caleb Tompkins wuchs während der britischen Kolonialzeit auf. Er saß zwischen 1804 und 1806 in der New York State Assembly. Danach war er zwischen 1807 und 1811 als Richter am Court of Common Pleas und am Bezirksgericht von Westchester County tätig. Politisch gehörte er der von Thomas Jefferson gegründeten Demokratisch-Republikanischen Partei an. Bei den Kongresswahlen des Jahres 1816 wurde Tompkins im dritten Wahlbezirk von New York in das US-Repräsentantenhaus in Washington, D.C. gewählt, wo er am 4. März 1817 die Nachfolge von Jonathan Ward antrat. Da er auf eine erneute Kandidatur im Jahr 1818 verzichtete, schied er nach dem 3. März 1819 aus dem Kongress aus. Er starb am 1. Januar 1846 in Scarsdale und wurde auf dem First Presbyterian Church Cemetery in White Plains beigesetzt. Sein Bruder war Gouverneur Daniel D. Tompkins.